# Heide Konopatzki
Heide Konopatzki (* 21. Januar 1943, geborene Heide Hau) ist eine deutsche Badmintonspielerin. 

## Karriere
Heide Hau gewann als mehrere nationale Juniorentitel, ehe sie sich 1962 ihre erste Medaille bei den Titelkämpfen der Erwachsenen erkämpfen konnte. Nach dieser Silbermedaille folgte 1966 ein Bronzemedaillengewinn im Dameneinzel. In dieser Zeit gehörte sie ebenfalls zur deutschen Nationalmannschaft und bestritt 1963 ein Länderspiel gegen Norwegen. Als Ersatzspielerin war sie beim Helvetia Cup und beim Uber Cup dabei. Nach der Geburt ihrer beiden Söhne Achim und Volker bestritt sie für den STC Blau-Weiß Solingen 73 Spiele in der 1. Bundesliga.

## Sportliche Erfolge
| Saison    | Veranstaltung                     | Disziplin   | Platz | Name |
| --------- | --------------------------------- | ----------- | ----- | --- |
| 1958/1959 | Deutsche Einzelmeisterschaft U18  | Dameneinzel | 2     | Heide Hau (Merscheider TV)                                                                                          |
| 1958/1959 | Deutsche Einzelmeisterschaft U18  | Mixed       | 1     | Hartmut Meis / Heide Hau (Merscheider TV)                                                                           |
| 1959/1960 | Deutsche Einzelmeisterschaft U18  | Dameneinzel | 2     | Heide Hau (Merscheider TV)                                                                                          |
| 1959/1960 | Deutsche Einzelmeisterschaft U18  | Mixed       | 1     | Hartmut Meis / Heide Hau (Merscheider TV)                                                                           |
| 1960/1961 | Deutsche Einzelmeisterschaft U18  | Mixed       | 1     | Peter Besken / Heide Hau (Merscheider TV)                                                                           |
| 1960/1961 | Deutsche Einzelmeisterschaft U18  | Dameneinzel | 1     | Heide Hau (Merscheider TV)                                                                                          |
| 1961/1962 | Deutsche Einzelmeisterschaft      | Dameneinzel | 2     | Heide Hau (Merscheider TV)                                                                                          |
| 1961/1962 | Deutsche Mannschaftsmeisterschaft | Mannschaft  | 3     | Merscheider TV (Klaus Dültgen, Konrad Hapke, Dieter Füllbeck, Hartmut Meis, Peter Besken, Heide Hau, Gitti Neuhaus) |
| 1962/1963 | Westdeutsche Einzelmeisterschaft  | Mixed       | 1     | Konrad Hapke / Heide Hau (Merscheider TV)                                                                           |
| 1965/1966 | Deutsche Einzelmeisterschaft      | Dameneinzel | 3     | Heide Hau (Merscheider TV)                                                                                          |
| 1988/1989 | Deutsche Einzelmeisterschaft O40  | Damendoppel | 2     | Heide Konopatzki (STC Blau-Weiß Solingen) / Karin Rodies (TV Witzhelden)                                            |
| 1988/1989 | Deutsche Einzelmeisterschaft O32  | Mixed       | 2     | Bernd Wessels (STC Blau-Weiß Solingen) / Heide Konopatzki (STC Blau-Weiß Solingen)                                  |
| 1995/1996 | Deutsche Einzelmeisterschaft O50  | Damendoppel | 2     | Helga Zolnhofer (TG Veitshöchheim) / Heide Konopatzki (FT Schweinfurt)                                              |
| 1995/1996 | Deutsche Einzelmeisterschaft O50  | Mixed       | 1     | Horst Lösche / Heide Konopatzki (1. BV Mülheim / FT Schweinfurt)                                                    |
| 1996/1997 | Deutsche Einzelmeisterschaft O50  | Mixed       | 1     | Horst Lösche / Heide Konopatzki (1. BV Mülheim / FT Schweinfurt)                                                    |